# 1902年5月7日日食
1902年5月7日日食是一次日偏食，發生於1902年5月7日（東半球為5月8日）。新月當天（即朔日），地球上觀測到月球和太阳的角距離極小，此時月球如果恰好在月球交點附近，穿過太阳和地球之間，與地球、太阳接近一直線，則會出現日食。由於月球偏北或偏南，本影及偽本影從地球以北或以南經過而未接觸地表，只有半影覆蓋了地球北端或南端部分區域，形成日偏食。此次日偏食月球偏南，出現在玻里尼西亞南部。

## 日食概況

### 出現區域
該次日偏食可在包括新西兰在內的玻里尼西亞南部看到。其中國際日期變更線以東的部分在5月7日看到日食，以西的新西兰在5月8日看到日食。

### 基本參數
- 類型：日偏食
- 食分最大處（位於南极洲錫普爾島東北約360公里的洋面）資料：
  - 時間：1902年5月7日22:34:16
  - 地點：70°00′S 125°06′W / 70.0°S 125.1°W
  - 食分：0.8593（日食帶內最大）[3]

## 相關的日食

### 1898-1902年的日食
月球交替位於相對的月球交點時，以半個交點年（食年），即約177天又4小時間隔出現下列日食。
註：1898年1月22日的日全食、1898年7月18日的日環食和1899年1月11日的日偏食屬於上一組交點年系列。1902年4月8日的日偏食屬於下一組交點年系列。
| 升交點   | 升交點                    |          | 降交點                  | 降交點 |
| 沙羅周期 | 地圖                      | 沙羅周期 | 地圖                    |        |
| 111      | 1898年12月13日 偏食（南） | 116      | 1899年6月8日 偏食（北） |        |
| 121      | 1899年12月3日 環食        | 126      | 1900年5月28日 全食      |        |
| 131      | 1900年11月22日 環食       | 136      | 1901年5月18日 全食      |        |
| 141      | 1901年11月11日 環食       | 146      | 1902年5月7日 偏食（南） |        |
| 151      | 1902年10月31日 偏食（北） |          |                         |        |

### 沙羅周期
沙罗周期長度為18年11天。本次日食屬於沙羅周期146，共包含76次日食，依次為1541年9月19日至1920年5月18日的22次日偏食、1938年5月29日至2154年10月7日的13次日全食、2172年10月17日至2226年11月20日的4次全環食（亦稱混合食）、2244年12月1日至2659年8月10日的24次日環食、2677年8月20日至2893年12月29日的13次日偏食，總共歷時1352.26年。其中最長的全食發生於1992年6月30日，共持續了5分21秒。
下表列舉了1901年至2100年間發生的屬於該周期的日食，是第21至32次：
| 21            | 22            | 23            |
| ------------- | ------------- | ------------- |
| 1902年5月7日  | 1920年5月18日 | 1938年5月29日 |
| 24            | 25            | 26            |
| 1956年6月8日  | 1974年6月20日 | 1992年6月30日 |
| 27            | 28            | 29            |
| 2010年7月11日 | 2028年7月22日 | 2046年8月2日  |
| 30            | 31            | 32            |
| 2064年8月12日 | 2082年8月24日 | 2100年9月4日  |

## 資料來源
1. ↑  樊忠玉. . 中国天文科普网.   [2016-04-05]. （原始内容存档于2014-09-17）.
2. ↑  Fred Espenak. . NASA Eclipse Web Site.   [2016-04-05]. （原始内容存档于2020-10-21）.（英文）
3. ↑  Fred Espenak. . NASA Eclipse Web Site.   [2016-04-05]. （原始内容存档于2020-10-21）.（英文）
4. ↑  Fred Espenak. . NASA Eclipse Web Site.（英文）

## 外部連結
- NASA日食專頁（页面存档备份，存于）（英文）
- 可見區域圖和時間統計：由弗雷德·埃斯佩納克做出的日食預報，NASA/GSFC
  - 貝塞爾元素

| \| \| 日食 \|                            |                             |                                            |
| 上一次日食： 1902年4月8日日食 （日偏食） | 1902年5月7日日食 （日偏食） | 下一次日食： 1902年10月31日日食 （日偏食） |
| 上一次日偏食： 1902年4月8日日食          | 1902年5月7日日食 （日偏食） | 下一次日偏食： 1902年10月31日日食          |
|                                          | 日食                        |                                            |